# 乗り心地
乗り心地（のりごこち）は、人が乗り物に乗った時の快適さの程度である。もっとも狭義には、乗り物の振動に対する旅客の感じ方である。さらに、騒音、室内の接客設備、温度や湿度、空調・換気の風量なども「快適性」や「居住性」に影響を与える要素であり、もっとも広義には、公共交通機関における乗務員の接客態度などまで含めることがある。自動車や鉄道車両などの陸上交通では、車両自体の特性に加え、道路や線路の規格や保守状態も乗り心地に大きな影響を与える。
乗り心地の感じ方は人によって差異があり、あいまいなものであるが、数値化できるものもあり、人間科学などの観点を入れた研究が行われている。

## 乗り心地の要素

### 振動
もっとも狭義の乗り心地は、振動に関するものである。人体の振動に対する感覚は、振動の向きと周波数に依存しており、どの程度の振動を人体が等しく感じるのかを実験により測定し、等感覚曲線を描くことで振動の影響を評価する仕組みを用意している。
国際標準化機構 (ISO) では、西ドイツ（当時）の基準を参考に1974年にISO 2631として「全身振動の評価法」という国際基準を定め、その後1985年にpart 1からpart 4の評価対象振動ごとの規格にまとめられた。この際に1974年の規格はISO 2631-1となったが、内容はほとんど変更されなかった。1997年の改定によってISO 2631-1は大きく改変されている。
ISO 2631-1において振動を評価する際には、人体を基準に振動の向きを定めている。立っているとき、座っているときのいずれも、身体の前後方向がX軸、左右方向がY軸、上下方向（頭と尻または足を結ぶ線）がZ軸となる。寝ているときも同様の向きであるが、床面に対する人体の向きが変化したため、床面方向がZ軸、床面と鉛直方向がX軸となる。同一の振動であっても、座っているあるいは立っているときと寝ているときで、異なる向きとして評価されることになるので、人が寝ることがある建物などでの振動測定において問題となる。ISO 2631-2においてはこの問題に対応するために、Z軸とX/Y軸の複合特性で評価する方法を規定している。
乗り物自体の動きも同様に表し、ローリングの中心線をX軸、ピッチングの中心線をY軸、ヨーイングの中心線をZ軸としている。
振動が人間の健康、快適性、知覚、動揺病に影響を与える程度は、振動の周波数に依存する。また、振動の向きに応じても異なるため、振動の軸ごとに周波数に応じて補正をかける係数が用意されている。ISO 2631-1では、周波数補正特性として主要補正特性のWk、Wd、Wfの3種類、さらに付加補正特性としてWc、We、Wjの3種類を用意しており、以下のような用途が定められている。
| 周波数補正特性 | 健康           | 快適性                                       | 知覚                               | 動揺病 |
| -------------- | -------------- | -------------------------------------------- | ---------------------------------- | ------ |
| Wk             | z-座席         | z-座席, z-立位, 垂直臥位, x,y,z-足部         | z-座席, z-立位, 垂直臥位           | -      |
| Wd             | x-座席, y-座席 | x-座席, y-座席, x,y-立位, 水平臥位, y,z-背中 | x-座席, y-座席, x,y-立位, 水平臥位 | -      |
| Wf             | -              | -                                            | -                                  | z      |
| Wc             | x-背中         | x-背中                                       | x-背中                             | -      |
| We             | -              | rx,ry,rz-座席                                | rx,ry,rz-座席                      | -      |
| Wj             | -              | 垂直臥位（頭部）                             | 垂直臥位（頭部）                   | -      |

たとえば、座った状態の人間の快適性を評価する際には、Z軸方向はWkで、X軸とY軸方向はWdで補正する。主要補正特性（基本特性）に関しては外部リンクのように補正特性が与えられており、たとえば座った状態のZ軸に関する補正特性であるWkに関していえば、4ヘルツから12.5ヘルツの範囲が感覚的にもっとも敏感であるとされる。
こうした周波数補正特性をかけて計算した時刻tにおける振動加速度の瞬時値を{\displaystyle a_{w}(t)}（単位は並進振動に対してメートル毎秒毎秒 m/s2、回転振動に対してラジアン毎秒毎秒 rad/s2）とし、測定時間をT秒間としたとき、
{\displaystyle a_{w}=\left({\frac {1}{T}}\int _{0}^{T}a_{w}^{2}(t)dt\right)^{\frac {1}{2}}}…(1)
の式で振動加速度の実効値{\displaystyle a_{w}}を求める。ただしこれは波高比（クレストファクター）が9未満の場合に適用される。
波高比が9以上となる、時折発生する衝撃の不快さを評価するためには、別に2つの測定方法が定義されている。1つは移動実効値法で、短い積分時定数を使用して時折の衝撃と過渡振動を考慮に入れる。周波数補正特性をかけて計算した時刻tにおける振動加速度の瞬時値を同様に{\displaystyle a_{w}(t)}、移動平均に対する積分時間を{\displaystyle \tau }、時間をt、観測の時間を{\displaystyle t_{0}}としたとき、
{\displaystyle a_{w}(t_{0})=\left({\frac {1}{\tau }}\int _{t_{0}-\tau }^{t_{0}}a_{w}^{2}(t)dt\right)^{\frac {1}{2}}}…(2)
を計算し、MTVV (Maximum Transient Vibration Value) をMTVV=max({\displaystyle a_{w}(t_{0})})として与える。ISOでは、MTVVの計算において{\displaystyle \tau =1}秒を用いることを勧告している。これは、波高比9未満の場合の実効値計算法を1秒ずつ行い、その中で最大のものを採用することに相当する。
もう1つの方法は4乗振動ドーズ法（VDV法）で、(1)式において、2乗ではなく4乗を使うことで、時折発生する強い衝撃に敏感に反応するようにするものである。
こうして求めた周波数補正特性振動加速度実効値は、周波数補正特性の計算が振動軸ごとであることから各軸別になっている。そこで多軸振動を評価するために、以下の式が与えられている。
{\displaystyle a_{v}=\left({k_{x}}^{2}{a_{wx}}^{2}+{k_{y}}^{2}{a_{wy}}^{2}+{k_{z}}^{2}{a_{wz}}^{2}\right)^{\frac {1}{2}}}…(3)
ここで{\displaystyle a_{wx},a_{wy},a_{wz}}は、X軸、Y軸、Z軸について(1)式で求めた周波数補正特性振動加速度実効値で、{\displaystyle k_{x},k_{y},k_{z}}は次元のない倍率因子である。この式で求めた全体値は快適性の評価のときだけに使うべきだとされているが、特定の軸が卓越していないときは健康の安全面の評価にも用いられることがある。
健康に対する振動評価をするとき、{\displaystyle k_{x}=k_{y}=1.4,k_{z}=1}を使用して周波数補正特性振動加速度実効値を求める。健康への影響に関しては振動に暴露される時間も影響することから、実効値と暴露時間の2軸に対して、健康に危険があると判断される領域を定義する健康指針警戒区域が定められている。実効値で0.5 m/s2の振動のとき、暴露時間が8時間を超えると危険があるとされ、より大きな振動では暴露時間がより短くても危険であると判定される。
一方、座っている状態の人に対する快適性の評価に関しては、座面上のX、Y、Z軸およびこれらの軸の周りの回転{\displaystyle r_{x},r_{y},r_{z}}、および背もたれと足部における並進軸（X、Y、Z軸）の合計12個の変数に対して評価する方法が以下のように定義されている。
座面: {\displaystyle a_{sz}=\left({x_{s}}^{2}+{y_{s}}^{2}+{z_{s}}^{2}\right)^{\frac {1}{2}}}…(4)
座面の回転: {\displaystyle a_{sr}=\left(0.63^{2}{r_{x}}^{2}+0.4^{2}{r_{y}}^{2}+0.2^{2}{r_{z}}^{2}\right)^{\frac {1}{2}}}…(5)
背もたれ: {\displaystyle a_{b}=\left(0.8^{2}{x_{b}}^{2}+0.5^{2}{y_{b}}^{2}+0.4^{2}{z_{b}}^{2}\right)^{\frac {1}{2}}}…(6)
足部: {\displaystyle a_{t}=\left(0.25^{2}{x_{t}}^{2}+0.25^{2}{y_{t}}^{2}+0.4^{2}{z_{t}}^{2}\right)^{\frac {1}{2}}}…(7)
(4) - (7)式の合計値として以下のように計算する。
{\displaystyle a_{seat}=\left({a_{sz}}^{2}+{a_{sr}}^{2}+{a_{b}}^{2}+{a_{t}}^{2}\right)^{\frac {1}{2}}}…(8)
公共交通機関における乗り心地の評価としては、ISO 2631-1では(8)式の値に対して以下のように与えている。
- 0.315 m/s2より小さい: 不快でない
- 0.315 - 0.63 m/s2: 少し不快
- 0.5 - 1 m/s2: やや不快
- 0.8 - 1.6 m/s2: 不快
- 1.25 - 2.5 m/s2: 非常に不快
- 2 m/s2より大きい: 極度に不快

ただし、鉄道車両のように振動条件が変化する場合には、振動加速度実効値の分布から統計的に求める方法なども提案されている。このほかに動揺病（乗り物酔い）の起こしやすさを評価する方法もある。
高速鉄道において多く発生する30ヘルツ前後の振動に関しては、ISO 2631-1の周波数補正特性では低すぎる評価となるという指摘もされている。

### 騒音
人間が音に対して不快と感じるのは、主に大きな音に対してであり、このため騒音対策は音を小さくする対策とされてきた。しかし、たとえば列車が鋼橋を通過する際に発生する轟音は、大きな音であるにもかかわらず状況的にやむを得ないと感じるためか、不快感が低くなるとされ、音の意味付け、特徴、慣れの程度などに不快感が依存するものとされている。

ISO 226に示される等ラウドネス曲線、横軸は周波数、縦軸は音圧レベルで、もっとも下の赤実線がその周波数で人間が聞き取ることのできる最小音圧を示している

人間の耳の感度は、音圧と周波数に依存している。周波数が低いほど大きな音圧でなければ聞き取ることができず、もっとも低い音圧で聞き取ることができるのは3 - 4キロヘルツ程度の音である。人間が聞いて同じ大きさであると感じる音圧を結んで等ラウドネス曲線が描かれ、ISO 226において標準化されている。ここから音の大きさを測る単位であるホンが定められている。
実際の環境における音は、様々な周波数と大きさの音の重ね合わせであり、その重ね方によって音の印象が変わる。そのため音質指標と呼ばれる指標がいくつか考案されている。人間の耳に聞こえるうるささを示す「ラウドネス」、音の甲高さを示す「シャープネス」、純音が含まれている割合を示す「トーナリティ」、音の粗さを示す「ラフネス」、音の変動感を示す「変動強度」、40ホンの等ラウドネス曲線を基にした聴感であるA特性で補正した音の大きさである「騒音レベル」などである。
新幹線の走行音や停車中の音に様々なノイズを加えて、騒音レベルを変えながらスピーカーで再生し、被験者がどの程度のうるささや不快感を覚えたかをアンケートで回答させる実験を行ったところ、騒音レベルやラウドネスと被験者の感じたうるささ、不快感は高い相関を示すことがわかっている。また、通常の鉄道の車内音としてあらわれないノイズなどに対しては、より強くうるささを感じることが示された。音に対する不快感には個人差が大きく、物理量として測定できない個人的なイメージや好み、意味付けなどに依存する傾向があるが、音質指標と回答された不快感の間の相関関係が高くなるような多重回帰式を検討したところ、ラウンドネス、シャープネス、トーナリティ、変動強度の4つの音質指標から不快感を評価する多重回帰式を得ることができたとの報告がある。

## 乗り物別の乗り心地

### 自動車
自動車の開発では騒音・振動・ハーシュネス（NVH、音振）の低さ（良さ）が快適性の指標とされ、乗り心地に関しては主に振動とハーシュネスに主眼が置かれる。自動車の乗員に感じられる振動は、路面からの入力がタイヤ、サスペンション、車体、シートやカーペット、ステアリングホイールなどを通じて人体へと伝えられる。乗員にとって、乗り心地が良い車であると感じられたとしても、路面自体が良好であるのか、タイヤや自動車の性能が高いのかを判別することは難しい。自動車の中の振動環境は、走行路面の状態と車速に依存して変化するので、自動車の乗り心地の改良に当たっては、対象とする市場の道路状況と交通状況を考慮しながら振動レベルをバランス良く低減する必要がある。
乗り心地を評価するにあたって、対象とする路面を分類する必要がある。ISOでは路面の上下方向の粗さを示す指標として路面空間周波数を定義しており、横軸に路面波長の逆数、縦軸に路面変位密度をとったグラフで表現することができる。多くの路面はこのグラフにおいて右下がりであらわされ、左下に近いほど平坦な路面で良路とされ、右上に近いほど荒い路面で悪路とされる。また同じ路面であっても、ホイールベースやタイヤの回転次数、路面の波長などの影響によって、車速が変わると振動加速度の周波数分布が異なる結果となる。そこで評価にあたっては、設定した各路面に対して低速から高速までの走行条件を設定して評価する必要がある。
実車の走行試験を行って乗り心地の評価を行う際には、シートやカーペットに振動加速度を計測するセンサーを取り付けて実施する。これによって得られるデータは、人体の振動特性を反映したものとなるため、被験者の個体差が大きなものとなり、同一被験者でも姿勢や緊張状態によって結果が変化することから、複数の被験者に実験を繰り返して平均値をとる必要がある。英国規格のBS6841においては、フロア並進3軸、シートクッション並進3軸および回転3軸、バックレスト並進3軸の合計12軸の振動を計測して、周波数の重みづけを行うウェイティングカーブと軸間の重みづけをおこなう軸間係数を定義している。測定した各軸振動に周波数ウェイティングを行って実効値を計算し、軸間係数を乗じてから各軸の値を2乗和平方根によって総合的な乗り心地指数を計算する。BS6841の評価においては、シートクッションの上下振動に関しては、5 - 16ヘルツにおいてもっとも敏感であるとされている。こうした測定と計算によって乗り心地指数を求めて総合的な評価を行うことができるが、実際にはさらに「ヒョコヒョコ」「プルプル」「ゴツゴツ」といった擬態語で現されるような細かい乗り心地感覚の違いを多次元的に定量化する必要があり、現象ごとに細分化して解析されている。
自動車の乗り心地に関する設計は、長らく実験車両を使って様々な路面を走り込んで多くの部品の組み合わせを評価することで、実験的に最適な仕様を決定してきた。しかし短期間での開発が求められるようになってこうした実験中心の開発では対応できなくなり、新たな開発手法が用いられるようになった。現代においては、コンピューター上にタイヤ、サスペンション、車体、シート、ステアリングなどの乗り心地に影響する部品のモデルを構築し、想定する路面からの入力を与えて結果的な振動を計算で求めることができるようになっており、実走試験とおおむね一致する結果が得られるようになった。対策を施そうとする現象に対して、どの部品がどの程度寄与しているかがわかるようになり、最適化技術を用いることで各部品にどの程度の特性を与えればよいかを決定することができる。非線形特性などがあってモデル化しづらい部品に関しては、その部品だけを取り出した実験装置を作るという対応もできるようになり、設計の早期から乗り心地の設計を行うことができるようになってきている。

### 二輪車
オートバイのような二輪車では、振動がサドル、ペダル、ハンドルを介して人体に伝達されるため、全身振動と手腕の振動の双方の不快感を評価する必要がある。また、多くの場合、ペダルやハンドルはクッションを介していないため、エンジンの振動のような高周波の振動が伝達される。ハンドルをどの程度の握力で保持するか、どのような姿勢で乗車するかといったことも乗り心地に影響する。
複数台の加振器を用いて座席、足、手の振動入力を個別にコントロールできるシミュレーターを使った評価では、10ヘルツ以下の振動はサドルを介して感知されやすく、100ヘルツ以上の振動はハンドルまたはペダルを介して感知されやすい。また不快感が同等になる加速度を測定したところ、座席に比べて手や足の感度は低く、特に手の感度は低いと評価されている。
原動機を持たない自転車について、実走試験を行って被験者に乗り心地を評価してもらう試験を行ったところ、サドルの振動、特に20ヘルツより低い周波数の振動加速度が乗り心地に大きな影響を与えているという評価結果が得られている。ハンドル、サドル、ペダルの3か所の振動の程度と乗り心地の評価の相関では、サドル振動の影響が最も高いと評価され、またサドル振動については、上下方向の振動に比べ前後方向の振動は乗り心地への影響が3分の1程度になると評価された。こうした評価に基づき、サドルの構造を改変して乗り心地の改良を試みたところ、構造の改変から推定されるとおりの乗り心地の評価改善量を得たという。
自転車の前輪と後輪のどちらがサドル振動に大きな影響を与えているのか、伝達経路解析手法を適用して分析した研究によると、実験対象とした一般的なシティーサイクルにおいては、後輪からの寄与が前輪より15デシベル程度大きいと評価され、乗り心地改善のためには後輪からサドルへ伝達される振動を積極的に低減するべきであるとされている。そのために、サドルへのスプリング追加によるばね定数の低下、フレーム後方部の構造変更による剛性向上といった方法が低減され、実験の結果では実際に乗り心地の改善が得られている。

### 鉄道車両
鉄道車両の乗り心地も、多くの要因が影響するが、狭義には振動に関する感覚や評価が乗り心地であるとされる。鉄道は他の交通機関と異なり、専用の軌道上を走行することから、乗り心地の検討は常に車両と軌道の相互作用を考慮しなければならないという特色がある。また鉄道の旅客は、車内で座っているだけではなく、通路を歩いたり寝台車で寝たりと、様々な姿勢を取る。この中でも立っている旅客の条件が厳しくなることから、立位乗客の評価が中心となる。
鉄道車両の振動は、鉄道車両の前後方向をX軸、左右方向をY軸、上下方向をZ軸としたときに、それぞれの並進運動（前後振動、左右振動、上下振動）と、それぞれの軸の周りの回転振動がある。X軸回りの回転振動をローリング、Y軸回りの回転振動をピッチング、Z軸回りの回転振動をヨーイングという。このうち乗り心地への影響が特に大きいのは左右振動、上下振動とローリングである。
列車の走行時には各軸の振動が複合して起こるが、分類すると以下の4種類がある。
1. 軌道狂いや車両の動特性に由来するランダムな並進振動・回転振動
2. レールの継ぎ目、長波長の軌道狂い、車両の蛇行動などに起因する周期的な振動
3. 加減速時に生じる前後加速度や曲線走行時の左右遠心加速度などの、慣性力に起因する低周波振動
4. 大きな軌道狂いや分岐器に起因して生じる衝撃的な振動
5. 連結器の遊間や緩衝装置の容量不足に伴う衝動

他の乗り物と同様に、振動の強さは加速度で測定するが、他の乗り物ではピーク値で代表させるのは望ましくないとして瞬時値の二乗和平方根を計算した実効値を使うのが一般的であるのに対して、鉄道ではピーク値もどの地点で大きな衝撃を発生させる軌道狂いがあるかを分析するために用いることができて有用という観点から、双方の値を参照する。鉄道車両の振動のうち、おおむね5ヘルツ以下のゆっくりとした揺れは、車両が剛体として運動していることに伴うもので動揺として評価される。一方6ヘルツ以上は車体の弾性体としての振動によるもので、ビビリ振動と呼ばれる。乗り心地には、動揺の影響が大きい。
一般的に鉄道の乗り心地評価では、上下左右の車体振動加速度、左右定常加速度、左右定常加速度の変化率、ロール角速度の4項目が評価対象となる。もっとも一般的な乗り心地評価指標が車体振動加速度であり、周波数によって人間の乗り心地感覚が異なることを補正して評価することは他の乗り物と同様である。日本ではISO2631を基に日本国有鉄道が補足して作成した乗り心地レベルや、乗り心地係数による評価基準が用いられており、ヨーロッパではスパーリングの乗り心地指数Wz値が用いられている。
鉄道では、曲線を走行する際に遠心力によって生じる曲線外側への定常的な加速度について上限値を設けている。遠心力による左右定常加速度を打ち消すために、曲線外側のレールを内側のレールより高くして車両を傾ける、カントを設定している。遠心力をちょうど打ち消すことができるカントを均衡カントと呼ぶが、同じ曲線であっても列車によって異なる速度で走行することから、すべての列車にとって均衡カントを設定することができない。また高速で走る列車に合わせて大きなカントを設定すると、異常事態に際して列車が曲線中で停車した際に内側に転覆してしまう恐れがあることから、設定できるカントには上限がある。このため高速列車ではカント不足となり、乗客には曲線外側への遠心力が働いた状態のままで走ることになる。日本の基準では、昭和30年代の試験結果に基づき、立っている乗客の5パーセントが許容できないとする左右定常加速度の値として、0.8 m/s2が定められている。ただし全員着席を前提とする東海道新幹線ののぞみについては0.9 m/s2を許容したことがある。曲線半径と、その曲線に実際に設定されているカントの大きさ、それに左右定常加速度の上限値から、その曲線を走行してよい上限通過速度が決められる。
また、曲線走行時の左右定常加速度について、その変化率も問題とされる。一定の加速度であれば乗客は耐えられるし、徐々に変化するのであっても乗客は予期できるので、手すりを握ったり足を開いたりして体勢を整えることができる。しかし急に変化すると予期が難しく、乗り心地に影響する。そこで直線と曲線を結ぶ区間に、曲率やカントを徐々に変化させる緩和曲線を設けている。日本では左右定常加速度の変化率は0.3 m/s3以下が望ましく、0.4 m/s3が上限とされ、緩和曲線の長さを決める根拠とされている。
ロール角速度は、カントによる傾きの変化率に車両のローリングが重なったもので、これも大きくなると乗り心地に悪影響が出る。これも緩和曲線の長さを決める根拠とされており、日本では5度/s以内という基準が設けられている。
乗り心地の改善策として、まず軌道側の対策としては、軌道をまっすぐ、または歪みのない曲線とするように軌道狂いをなくすことである。軌道の狂いの波長が車両の固有振動数と一致すると大きな揺れとなるため、列車の速度に応じて大きく影響する狂いの波長が異なる。このため、軌道の状態を検測し、狂いの生じているところに保線作業を行うことで対策する。曲線に関しては、曲線半径を大きくすることが根本的な対策であるが、現実的には困難であるため、緩和曲線長の延伸やカント量の変更で対策が行われる。また、レールの継ぎ目は寒暖の差によるレールの伸縮を吸収する役割があるが、列車が継ぎ目部分を走行することによる衝撃は乗り心地を損なうため、レールを溶接してロングレール化する対策が行われる。
車両側の対策には、まず車体の設計の改良がある。鉄道車両の輪軸は、レールと車輪が接する面（踏面）に勾配が付けられており、この踏面勾配の働きにより自己操舵性を発揮して曲線を滑らかに通過する仕組みになっている。しかし曲線通過のために必要なこの踏面勾配は一方で、直線を走行する際に蛇行動を起こす原因となる。蛇行動は乗り心地を悪化させるだけでなく、激しくなると脱線の原因ともなる。蛇行動を防止するためには、踏面勾配を小さくする、台車の前後の車軸間隔を広げる、輪軸と台車の間のがたを減らす、台車の回転抵抗を適切なものとする、といった方策があるが、曲線通過性能との兼ね合いとなる。台車の設計も重要であり、台車に組み込まれるばねの係数やダンパーの係数を適切に設計することで、振動の低減と蛇行動の防止を図ることができる。また、車両のビビリ振動を防ぐためには車体の剛性を高くする必要があり、可能であれば固有振動数を10ヘルツ以上にする。車体を軽く、かつがっちりと造る必要があり、設計上のポイントとなっている。
鉄道車両が編成を構成しているとき、後尾側の車両の方が揺れが大きくなる傾向がある。これは車体のヨーイング成分が主体の揺れであることがわかり、車体間の相対折れ角速度に比例するダンパーを取り付けて振動を低減する車体間ヨーダンパが開発され、効果が大きいときには左右振動加速度の振幅を半減するほどの効果が得られている。主に新幹線車両に用いられ、在来線でも一部の車両で用いられている。またトンネル突入時の空気の流れにより車体が左右に揺さぶられて乗り心地が悪化する現象があったことから、加速度センサーで測定した揺れを基に可変減衰タンパーの減衰係数を変えて動的に制御するセミアクティブサスペンションが開発された。その振動低減効果をさらに改善するために開発されたのがフルアクティブサスペンションで、加速度センサーで検出した左右振動に対して、振動を低減させるようにアクチュエーターで力を加えて制御する。上下方向の振動に関しても同様に、加速度センサーで検知した動揺に対して可変減衰上下動ダンパーの係数を制御して振動を低減する方策があり、「ななつ星 in 九州」の車両に搭載されたものでは加速度パワースペクトル密度ピーク値が10分の1程度に低減される効果を得ている。
左右定常加速度の低減は、おもに乗り心地を悪化させずに曲線走行時の速度を向上する目的で行われるもので、車体傾斜式車両によるものがある。曲線走行時に車体を曲線内側に傾けることで、乗客に作用する遠心力を補償するものである。

### 船舶
船舶の乗り心地は、「船酔い」の問題と密接に考えられている。船酔いは、人類が船を使うようになって以来、ずっと人類を悩ませ続けてきた問題で、数百年前までは感染症であると考えられていたこともある。
19世紀末から船酔いを含む乗り物酔いに関する研究が本格的に始まり、第二次世界大戦において、戦地に送り込まれる兵士の稼働率が乗り物酔いのために下がっては困るという理由で、研究に大きな進歩があった。一般に、欧米人よりも日本人の方が、男性よりも女性の方が、船酔いしやすいとされている。
船酔いには、波や風による船自体の動揺、エンジンの振動と騒音、塗料、燃料、潤滑油、排気などによる臭気、客室内の色調・照明・広さなどの心理的要因などが複雑に影響するとされ、その中でも特に船自体の運動の大きさと動揺周期が影響を与える。上下方向加速度が0.1 G - 0.2G程度、動揺周期が3 - 4秒のときに、もっとも船酔いを起こしやすいとされる。上下方向加速度とその運動周期に対して、船酔いを起こす確率を示した図が示されている。
上下方向の加速度の上限値をもって船の乗り心地の評価とする単純な方法が示されており、ノルウェーでの厳しい基準では定期航路客船で0.05 G、クルーズ客船で0.02 Gを上限値としている。また、上下方向の加速度に加えて、その周波数の影響も考慮した評価法もあり、被験者を振動する部屋に入れて嘔吐する率を測定した結果から、上下方向加速度および周波数と嘔吐率の関係を示したグラフが発表されており、それを単純化して評価式としたものも与えられている。
船の動揺を防ぐ対策としては、バラスト水を船の片舷から反対舷に素早く移すことで運動の位相をずらして横揺れを小さくする「アンチローリングタンク」や、フィンを船の両舷に出して発生する揚力を使って横揺れを小さくする「フィンスタビライザー装置」などがある。船の構造そのものを変える方法としては、水中翼によって船体を水面上に持ち上げて航行することで、波の影響を船体に及ぼさないようにした全没型水中翼船がある。一方、魚雷のような形をした没水体を水中に沈めて、没水体と船体を結ぶストラット（支柱）を細く造ることで、水面に接する部分を可能な限り減らして波の影響を受けづらくした半没水型双胴船もある。さらに、客室を船体から切り離して、油圧システムで制御することで客室のみ動揺を低減させるハイステイブルキャビンという技術もある。
しかし、広大な海の上では船舶は小さな存在であり、無理に揺れなくすることで船体に大きな力がかかって、かえって船体を破壊する原因になる場合もあり、揺れに逆らわずに海面が収まるのを待つ方が安全であることもある。レジャー目的であるクルーズ客船にあっては、あまり揺れない水域を選んでクルーズするということも一般的である。

### 航空機
航空機において乗り心地に影響する因子は、縦揺れの角度、加速度、気温、騒音、二酸化炭素濃度、振動、熱量、換気、湿度、圧力変化率、室内気圧などが挙げられている。また明暗や臭気、座席の位置と間隔などの条件も指摘されている。航空機においても第二次世界大戦期の航空酔い対策から研究が促進され、さらにベトナム戦争時にミサイル攻撃を避けるために低空飛行を余儀なくされたアメリカ空軍搭乗員の航空酔いの問題が本格的に取り上げられるようになり、乗り心地の良い航空機の設計の研究へと発展した。
航空機においても、振動の周波数に応じて振動加速度がどの程度乗り心地に影響するかの感度に違いがあるとされ、その基本的な特性の形状は自動車や鉄道車両、船舶など他の乗り物のものと類似している。アメリカ合衆国で、軍や民間のパイロットを被験者として実験した結果では、4 - 10ヘルツ前後に不快感の激しいところがあり、これは他の乗り物と同じである。
実際の航空機の乗り心地として、ソビエト連邦における報告において、商用輸送機における日常運航で、航空酔いにかかった乗客の比率がピストンエンジン機では12 - 13パーセント、タービンエンジン機では2.5 - 3パーセント程度であったというものがある。フランスの軍用輸送機ブレゲー941は、乱気流によって誘起される横移動性動揺が激しく、特に低速での着陸進入時には激しい動揺があって、試験で搭乗した技術者の多くが航空酔いになった。これは短距離離着陸機（STOL機）であるブレゲー941は、わずかなバンク角でも大きな横移動が発生するために顕著な横移動性動揺が発生するもので、旅客輸送には適していないと評価された。また飛行時ではないが、アメリカの試作爆撃機のXB-70は、首の長い先端部にコックピットがあり、その固有振動数が縦に4ヘルツ、横に2ヘルツであったため、人間の感覚が鋭敏な範囲に入っており、地上走行時にパイロットが強い不快感を訴えることがあった。
航空機の乗り心地の改善のために、航空機の諸特性を改善するACT (Active Control Technology) という技術がある。動翼を分割してその一部を動的に制御し、突風などによって起きる振動を抑制するように自動的に操舵する。乗り心地に影響する周波数帯の振動を大きく低減することができるとともに、安定性を改善して垂直尾翼や水平尾翼の面積が少なくても安定できるようにして燃費を改善し、また材料の疲労を低減し、不要な構造重量を削減することができるなどの利点もある。

### エレベーター
一般的なロープ式のエレベーターでは、昇降路の直上に巻上機を配置し、巻上機に取り付けた綱車という車輪のような部品にロープを巻き付け、ロープの一端に人や荷物を載せるかごを取り付け、もう一端に釣り合いおもりを取り付けて、巻上機の駆動力によりかごと釣り合いおもりを昇降路に取り付けられているガイドレールに沿って上下させる。
エレベーターの乗り心地に影響を与える要因としては、加速度、起動・停止時のショック、振動がある。加速度は、エレベーターが加速・減速するときに不快感を与えるもので、水平方向に比べてエレベーターのような垂直方向の加速は人体への影響が大きいとされている。乗り心地をよくするためには加速度を抑える必要があるが、加速度が低いと走行時間が長くなり輸送力が低下する。その兼ね合いから、加速度は0.8 - 0.9 m/s2程度に、加加速度は1.0 m/s3程度に制御するのが通例とされている。現代のエレベーターではマイクロコンピューター制御により、目的階までの距離に応じた最適な速度指令を発生させて、この加速度・加加速度の範囲で快適な走行を実現している。
起動・停止時のショックは、エレベーターが停止中は巻上機に設置されたブレーキによりかごの位置が保持されているが、起動時にブレーキを解放し、あるいは停止時にブレーキをかけるときにショックが発生するというものである。この対策として、起動時はかご内の重量を計測して釣り合いおもりとの重量差に見合うだけのトルクを巻上機で発生させてからブレーキを解放する、停止時は巻上機で電気的に停止させてからブレーキをかけることが行われている。
エレベーターで問題となる振動には、ガイドレールの曲がりが引き起こす水平方向の振動や、長いロープでかごを動かしているときに発生するロープの伸び縮みが引き起こす縦方向の振動がある。水平方向の振動の対策は、ガイドレールの取り付け精度を良くする必要があり、特に高速エレベーターでは高精度のガイドレールを採用する。さらにガイドレールに接するかご側のローラーガイドのばね定数を調整して、共振を避け減衰の良い特性にしている。ロープの伸び縮みによる縦方向の振動に関しては、巻上機のトルクに脈動があると縦振動を発生させることから、高性能なインバーターでトルク脈動の少ない制御を行うほか、実際のかごの縦振動の成分を測定して振動が少なくなる制御を行っている。

### 遊具
遊園地に設置される遊具のうち、メリーゴーラウンドのように快適に動作するようなものはISO 2631-1の全身振動評価をそのまま適用しうるが、絶叫マシンのように大きな加速度変化による緊張と弛緩の繰り返しでスリルを提供する遊具についてはそのままの適用が難しい。また遊具による振動や加速度が身体に加わる時間はごく短く、ISO 2631-1が想定しているような暴露時間ではない。こうした遊具の鉛直方向の最大加速度は5Gにも達するが、これはエレベーターの緊急停止が2.5G程度、パラシュートの着地が3 - 4G程度であるのに比べても高い、異常な加速度の領域にある。
ローラーコースターに乗車したときに、乗客が受ける加速度と心拍数の関係を調査した実験では、加速度が大きくなる時間帯に心拍数も高くなる傾向が見られた。またこの際に血中のカテコールアミン（ノルアドレナリン、アドレナリン）の濃度変化を調べると、高強度の運動時に匹敵する増加を示した。シミュレーターを用いた同様の実験では、実機に比べて限られた駆動能力では実機ほどの過激な動作はできなかったことから、心拍数の変化は同じような傾向を示しつつも低レベルな変化となった。アンケートベースの快感評価では、搭乗後に快感情を与えたと評価された。